# Eucalyptus xanthoclada
Eucalyptus xanthoclada är en myrtenväxtart som beskrevs av Murray Ian Hill Brooker och Anthony R. Bean. Eucalyptus xanthoclada ingår i släktet Eucalyptus och familjen myrtenväxter. Inga underarter finns listade i Catalogue of Life.